# Морейра-ду-Каштелу
Морейра-ду-Каштелу (порт. Moreira do Castelo; МФА: [mu.ˈɾɐj.ɾɐ du kɐʃ.ˈte.ɫu]) — парафія в Португалії, у муніципалітеті Селоріку-де-Башту. Розташована в північно-західній частині країни, на теренах історичної португальської провінції Дору-Міню. Входить до складу округу Брага. За адміністративним поділом, чинним до 1976 року, терени парафії були складовою провінції Міню. Належить до Бразької архідіоцезії Католицької церкви. Патрон — Діва Марія. Площа — 6,1351 км². Населення — 627 ос. (2011). Слабо урбанізований регіон. Густота населення — 102,2 осіб/км²
. Код — 030515.

## Населення
| Кількість мешканців | Кількість мешканців | Кількість мешканців | Кількість мешканців | Кількість мешканців | Кількість мешканців | Кількість мешканців | Кількість мешканців | Кількість мешканців | Кількість мешканців | Кількість мешканців | Кількість мешканців | Кількість мешканців | Кількість мешканців | Кількість мешканців |
| ------------------- | ------------------- | ------------------- | ------------------- | ------------------- | ------------------- | ------------------- | ------------------- | ------------------- | ------------------- | ------------------- | ------------------- | ------------------- | ------------------- | ------------------- |
| 1864                | 1878                | 1890                | 1900                | 1911                | 1920                | 1930                | 1940                | 1950                | 1960                | 1970                | 1981                | 1991                | 2001                | 2011                |
| 470                 | 497                 | 522                 | 525                 | 571                 | 551                 | 560                 | 653                 | 616                 | 593                 | 631                 | 726                 | 662                 | 615                 | 627                 |